# Ditadura Nacional
Chế độ độc tài Bồ Đào Nha (tiếng Bồ Đào Nha: Ditadura Nacional, phát âm tiếng Bồ Đào Nha: [ditɐˈðuɾɐ nɐsiuˈnaɫ]) là tên của chế độ độc tài Bồ Đào Nha bắt đầu năm 1928 sau khi Đại tướng Óscar Carmona tái cử chức vụ Tổng thống.
Chế độ Độc tài Quân sự bắt đầu sau Đảo chính 28 tháng 5 năm 1926, còn được biết với tên Ditadura Militar (Độc tài Quân sự). Sau khi hiến pháp mới được thông qua năm 1933, chế độ được đổi tên thành Estado Novo (Nhà nước mới).

## Độc tài quốc gia, 1926–1928
Cuộc đảo chính quân sự ngày 28 tháng 5 đã chiếm được quyền lực một cách dễ dàng. Ngay sau đó, chế độ độc tài đã giải tán quốc hội, cấm tất cả các đảng chính trị và kiểm duyệt. Quá trình này đã bị cản trở bởi sự bất ổn khi các sĩ quan quân đội cứng rắn thanh trừng những người tự do và dân chủ từ các tổ chức của Cộng hòa. Trong thời gian này, không có nhà lãnh đạo rõ ràng nào xuất hiện, vì chế độ độc tài được lãnh đạo bởi một liên minh gồm các sĩ quan quân đội cấp thấp, một số người trong số họ là Integralists.
Sau khi Thủ tướng Cộng hòa và Tổng thống Cộng hòa từ chức vào ngày 30 tháng 5, sĩ quan hải quân Jose Mendes Cabeçadas Júnior đã đảm nhận cả hai chức vụ, nhưng sau khi xung đột với các nhà lãnh đạo đảo chính khác, ông đã bị buộc phải từ chức vào ngày 17 tháng 6. Tướng quân Gomes da Costa, người lãnh đạo cuộc đảo chính ngày 28 tháng 5, người đảm nhận các chức vụ của cả Thủ tướng và Tổng thống Cộng hòa. Gomes da Costa đã không cống hiến cho việc thành lập một chế độ độc tài quân sự lâu dài, và kết quả là ông bị buộc phải ra đi vào ngày 9 tháng 7 trong một cuộc đảo chính do Tướng quân độc tài không thể lay chuyển António Óscar de Fragoso Carmona cả hai cơ quan cao nhất của nhà nước và nắm giữ các quyền lực độc tài. Carmona tiếp tục làm Thủ tướng cho đến ngày 18 tháng 4 năm 1928 nhưng vẫn giữ chức Tổng thống Cộng hòa cho đến khi qua đời vào ngày 18 tháng 4 năm 1951.
Năm 1927, có một số nỗ lực đảo chính thất bại từ cả hai phong trào cánh tả và cánh hữu. Vào ngày 12 tháng 8 năm 1927, các sĩ quan cấp dưới buộc phải tham gia một cuộc họp nội các và bắt đầu nổ súng. Chính phủ Carmona giành lại quyền kiểm soát chính phủ và áp đặt kỷ luật quân sự mạnh mẽ hơn. Tuy nhiên, những kẻ tấn công đã không bị trừng phạt nghiêm khắc và được gửi đến các bài viết trong Angola thuộc Bồ Đào Nha.

## Độc tài quốc gia, 1928–1933
Vào tháng 2 năm 1928, Ủy ban tuyên truyền của chế độ độc tài (tiếng Bồ Đào Nha: Comissão de Propaganda da Ditadura) đã được tạo ra. Cảnh sát Thông tin của Porto và Lisbon đã được sáp nhập vào ngày 17 tháng 3. Carmona đã tổ chức một cuộc bầu cử Tổng thống vào ngày 25 tháng 3 năm 1928, trong đó ông là ứng cử viên duy nhất. Ông đã được "bầu" một cách hợp lệ cho nhiệm kỳ năm năm làm chủ tịch. Vào ngày 18 tháng 4, ông bổ nhiệm Jose Vicente de Freitas làm Thủ tướng mới. Antonio de Oliveira Salazar được bổ nhiệm làm Bộ trưởng Tài chính lần thứ hai vào ngày 26 tháng 4. Chính phủ mới đã đi đến một thỏa thuận với Giáo hội Công giáo, được gọi là Acordo Missionário (Hiệp ước Truyền giáo), trao cho nhà thờ tình trạng đặc biệt ở các thuộc địa của Bồ Đào Nha. Chính phủ cũng đóng cửa các văn phòng chính của Đảng Cộng sản Bồ Đào Nha, được tổ chức lại vào năm sau dưới Bento Gonçalves, với việc tạo ra một mạng lưới các tế bào bí mật để tránh làn sóng giam giữ, phản ánh tình trạng bất hợp pháp mới của đảng. Cuối năm đó, có một nỗ lực cách mạng khác của đảng Cộng hòa thất bại chống lại chính phủ.
Xung đột giữa các sĩ quan quân đội và phe Công giáo quốc gia do Salazar đại diện đã gia tăng đến mức toàn bộ chính quyền Freitas từ chức vào ngày 8 tháng 7 năm 1929, chỉ có Salazar giữ chức vụ bộ trưởng của mình trong nội các mới Artur Ivens Ferraz. Ảnh hưởng của Salazar bắt đầu tăng lên với chi phí cho các sĩ quan quân đội dần mất đi quyền lực chính trị, với Công giáo Roma viện tôn giáo một lần nữa được phép ở Bồ Đào Nha. Vào ngày 21 tháng 1 năm 1930, sau một cuộc xung đột với Salazar, Ferraz đã được thay thế bởi Đại tướng Sebastos Oliveira, người cho phép Salazar đóng một vai trò ngày càng tăng trong tài chính và chính trị của quốc gia. Acto Colonial  (Đạo luật thuộc địa) đã được xuất bản, xác định tình trạng của các thuộc địa Bồ Đào Nha (Angola thuộc Bồ Đào Nha, Cabinda, Cape Verde thuộc Bồ Đào Nha, Guinea thuộc Bồ Đào Nha, São Tomé và Príncipe thuộc Bồ Đào Nha, Mozambique thuộc Bồ Đào Nha, Ấn Độ thuộc Bồ Đào Nha, Timor thuộc Bồ Đào Nha và Ma Cao thuộc Bồ Đào Nha), và các nguyên tắc cơ bản của cái mới chế độ đã được Salazar trình bày nhân kỷ niệm 4 năm Cách mạng 28 tháng 5.
Đến năm 1930, chế độ độc tài quân sự đã ổn định Bồ Đào Nha và giới lãnh đạo quốc gia và các nhà chức năng nhà nước bắt đầu nghĩ về tương lai. Câu hỏi bao quát là "Chế độ độc tài sẽ tiếp tục dưới hình thức nào?". Câu trả lời được cung cấp bởi Salazar, người trở thành Thủ tướng vào ngày 5 tháng 7 năm 1932 và năm 1933 đã tổ chức lại chế độ thành Estado Novo. Hiến pháp mới đã được phê chuẩn trong một cuộc trưng cầu dân ý, xác định Bồ Đào Nha là lập thành, đơn đảng và Quốc gia đa lục địa (ở Châu Âu, Phi, Á và Châu Đại Dương). Một đảng duy nhất là União Nacional (Liên minh Quốc gia) và một bộ luật lao động mới, Estatuto do Trabalho Nacional (Bộ Luật Lao động Quốc gia), cấm tất cả các công đoàn tự do. Chế độ mới của Salazar mang đến một hệ thống kiểm duyệt, và cũng tạo ra một lực lượng cảnh sát chính trị, PVDE (Polícia de Vigilância e de Defesa do Estado; Cảnh sát Quốc phòng và Cảnh sát cảnh giác).